# Жакчик
Жакчик (укр. Жакчик) — село в Завальевской поселковой общине Голованевского района Кировоградской области Украины.
До 2020 года входило в Гайворонский район
Население по переписи 2001 года составляло 407 человек. Почтовый индекс — 26334. Телефонный код — 5254. Код КОАТУУ — 3521181701.